# Karl IX
Karl IX, före trontillträdet känd som hertig Karl, född 4 oktober 1550 i Stockholm, död 30 oktober 1611 i Nyköping, var kung av Sverige 1604–1611. Han var riksföreståndare och de facto regent redan 1599–1604, efter att ha tagit makten från sin brorson Sigismund efter slaget vid Stångebro. Han motverkade länge sin bror Johan III:s försök att styra Svenska kyrkan i romersk-katolsk riktning. När han tog makten bekämpade han rådsadeln, och avrättade flera av dess främsta företrädare under Linköpings blodbad. När han avled var Sverige i krig med tre grannländer samtidigt: Danmark-Norge, Polen och Ryssland.
Karl IX var son till kung Gustav Vasa och drottning Margareta, halvbror till Erik XIV och bror till Johan III och hertig Magnus och far till Gustav II Adolf, farfar till drottning Kristina samt morfar till Karl X Gustav. Han gifte sig 1579 med Maria av Pfalz och 1592 med Kristina av Holstein-Gottorp.
Liksom brodern Erik XIV antog Karl IX sitt höga regentnummer på grundval av de fantasifyllda regentlängder, vilka vid denna tid utarbetats av historikern Johannes Magnus. I själva verket finns det endast två historiskt belagda svenska kungar med namnet Karl före Karl IX (Karl Sverkersson och Karl Knutsson som själv kallade sig Karl II), så med en korrekt räkning hade han varit Karl III.

## Hertig Karl
Karl IX föddes den 4 oktober 1550 på slottet Tre Kronor i Stockholm som den yngste sonen till Gustav Vasa och Margareta Eriksdotter (Leijonhuvud). Han undervisades som barn av sin privatlärare Jean d'Herboville. Vid Gustav Vasas död 1560 fick Karl ett hertigdöme som omfattade större delarna av Södermanland och Närke, några socknar i Västmanland och en del av Vadsbo härad i Västergötland samt hela Värmland. Enligt Gustav Vasas testamente skulle hertigarna Johan och Karl få en delvis oberoende ställning som vasallfurstar under sin storebror Erik. Efter att denne krönts till kung fick han emellertid 1561 en riksdag i Arboga att besluta om att inskränka hertigdömenas självständighet, de så kallade Arboga artiklar. Vid 15 års ålder deltog Karl i det nordiska sjuårskriget där han förde befälet över artilleriet vid Varbergs erövring 1565. 

### Upproret mot Erik
Den 4 juli 1568 gifte sig Erik XIV med Karin Månsdotter och dagen efter kröntes hon till drottning. Deras gemensamma son Gustav, som fötts i januari samma år, blev officiell tronarvinge. Hertig Karl och hans bror Johan närvarade inte vid vigseln och kröningen. Istället begav de sig fem dagar senare från Eskilstuna kungsgård, som tillhörde Karl, tillsammans med några medlemmar ur adeln och trehundra av Karls ryttare mot Östergötland. Där intog de Vadstena slott. Ytterligare medlemmar ur adeln anslöt där till hertigarnas uppror. Hertig Karl drog vidare till Stegeborg, där slottet gav sig utan strid, och sedan vidare till Norrköping som han också erövrade. Under tiden utropade sig hertig Johan till riksföreståndare och uppmanade adeln och allmogen till allmänt uppror mot Erik. Bröderna utverkade även ett stillestånd i kriget med Danmark och avlönade de utländska legoknektar som inte fått ut sin sold av kungen. Innan kungen organiserat något motstånd mot upproret hade bröderna erövrat fler slott och städer och i slutet av juli intog Karl Nyköpingshus. Under augusti fortsatte upprorsarmén norrut genom Södermanland och strider utkämpades med kungens trupper. Erik vann ett slag mot hertigarna i Botkyrka socken men upprorsarmén kringgick kungens armé genom att gå över Mälaren och sedan via Västerås och Uppsala marschera mot Stockholm norrifrån. I mitten av september gjorde de halt på ängarna norr om Stockholm. Förhandlingar påbörjades med den belägrade kungen, som bland annat blev tvungen att utlämna sin sekreterare Jöran Persson. I slutet av september släpptes en styrka ur hertigarnas armé in i staden där kungen till slut gav sig till hertig Karl. Erik avsade sig kronan och sattes i fängelse, där han så småningom avled. Kronan gick till brodern Johan.
Johan III avskaffade inskränkningarna i Arboga artiklar och hertig Karl, nu nitton år gammal, kunde ta sitt hertigdöme i besittning. Socknarna i Västmanland tillföll emellertid Gustav Vasas änka Katarina Stenbock och istället fick Karl återstoden av Vadsbo och hela Valle härad i samband med den äldre brodern Magnus omyndighetsförklaring.

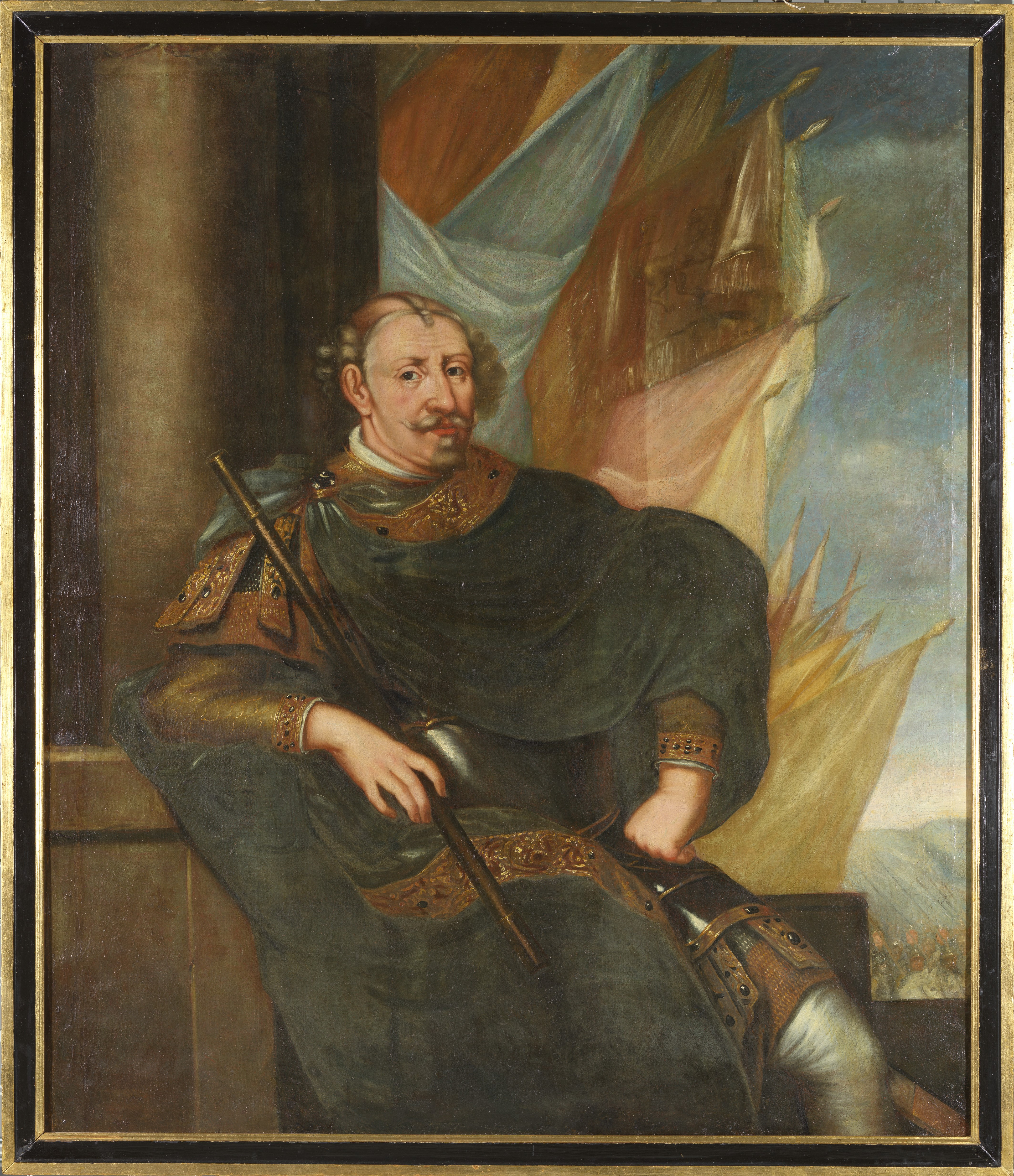
Fältherreporträtt av Karl IX.

### Hertig Karl och Johan III

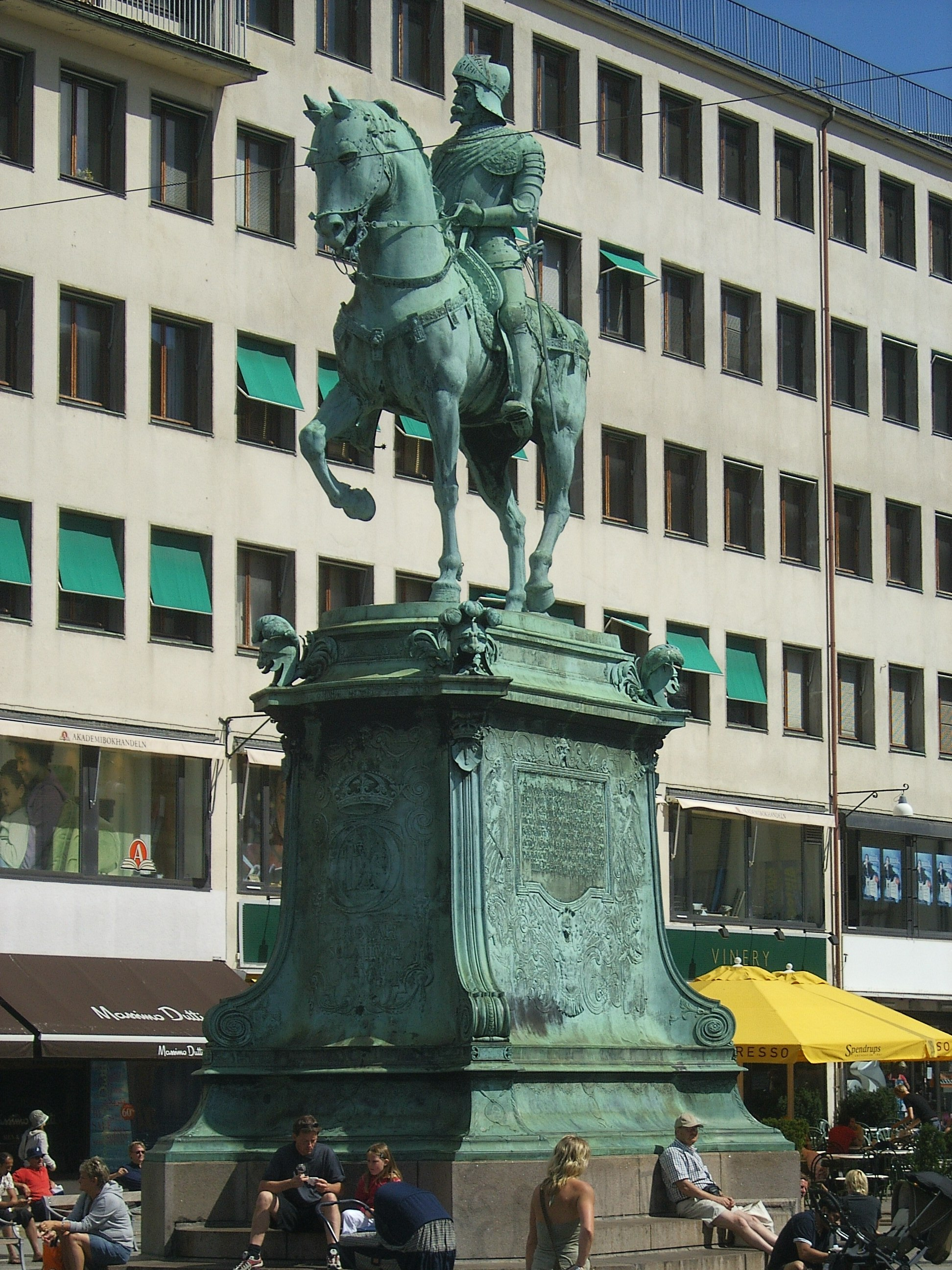
Karl IX (1904), brons, av John Börjeson, Göteborg.

Under Johans regeringstid uppstod oenighet mellan kungen och hans bror Karl på ett flertal områden. Hertig Karl strävade efter att befästa sitt furstendömes självständighet i förhållande till kungen och han bedrev bland annat en ekonomisk politik i sitt hertigdöme som delvis var riktad mot invånarna i resten av riket, vilket ledde till en del tvister mellan bröderna. Karl vägrade också att införa den nya liturgi som Johan III införde i Svenska kyrkan 1572, och som var präglad av reformkatolicismen, och han tog emot präster som var motståndare till kungens kyrkopolitik. Detta tog sig bl.a. uttryck i den Liturgiska striden och i Örebro artiklar, där prästerna inom hertig Karls hertigdöme motsatte sig de katolska tendenserna. Karl gjorde dessutom anspråk på rätten att utkräva rusttjänst av adeln i sitt hertigdöme och att själv utse en lagman. Karl hade även kännedom om Charles de Mornays planer på ett återinsättande av Erik på tronen (komplotten 1574). Till slut gick Johan III till riksdagen som sammankallades i Stockholm 1582 och där beslutades om inskränkningar av hertigens rättigheter och ett befästande av kungens makt som på många sätt liknade Arboga artiklar 1561. När Johan 1585 gifte om sig med Gunilla Johansdotter vägrade Karl att komma till bröllopet. Karl vägrade också att erkänna stadgan från riksdagen 1582 och ett tag gick det rykten om att väpnat krig skulle utbryta mellan bröderna. Till slut gick det till förhandlingar mellan bröderna, med riksrådets hjälp, och en överenskommelse stadfästes vid riksmötet i Vadstena 1587. Konstitutionerna i Vadstena medförde att Karl gav efter för kungens krav på alla områden utom vad gällde kyrkopolitiken.
Samma år valdes Johan III:s son Sigismund till kung av Polen. I Kalmar stadgar reglerades hur Sverige skulle styras under en framtida personalunion med Polen. I stadgarna bestämdes att Sverige under de perioder kungen befann sig i Polen skulle styras av en regering som bestod av sju personer. Hertig Karl skulle inte ingå i denna regering utan endast ha rätt att utse en av medlemmarna. Detta skulle ha stärkt den svenska högadeln väsentligt på hertigens bekostnad. Karl motsatte sig dessa stadgar och ansåg istället att landet i kungens frånvaro skulle styras av den äldste myndige arvfursten.
När Sigismund hamnade i svårigheter i Polen krävde Johan III 1589 att han skulle lämna den polska tronen, vilket motsattes av rådet. Detta och oenighet om rikets ekonomi ledde till en brytning mellan kungen och rådet, och Johan försonades med sin bror Karl. Bestämmelserna i Vadstenakonstitutionen och i Kalmare stadga avskaffades och Karl återfick sin självständiga ställning i sitt furstendöme. Hertigens inflytande över rikets styrelse ökade också på bekostnad av högadeln i rådet. Flera av rådsmedlemmarna, bland annat Erik Larsson Sparre, Hogenskild Bielke och Per Brahe, beskylldes för brott och förlorade sina ämbeten. Resterande medlemmar av rådet tvingades gå ed på att de inte skulle säga emot kungen om han valde att inte följa deras råd.
Våren 1590 sammankallades en riksdag i Stockholm där en ny arvförening antogs. I den fastslogs att arvsrätten främst skulle gälla Johans manliga avkomlingar men det beslutades att hertig Karl skulle styra landet i händelse av att en myndig regent saknades. Johan och Karl fortsatte att stå på god fot med varandra fram till kungens död 1592.

## Konflikten med Sigismund

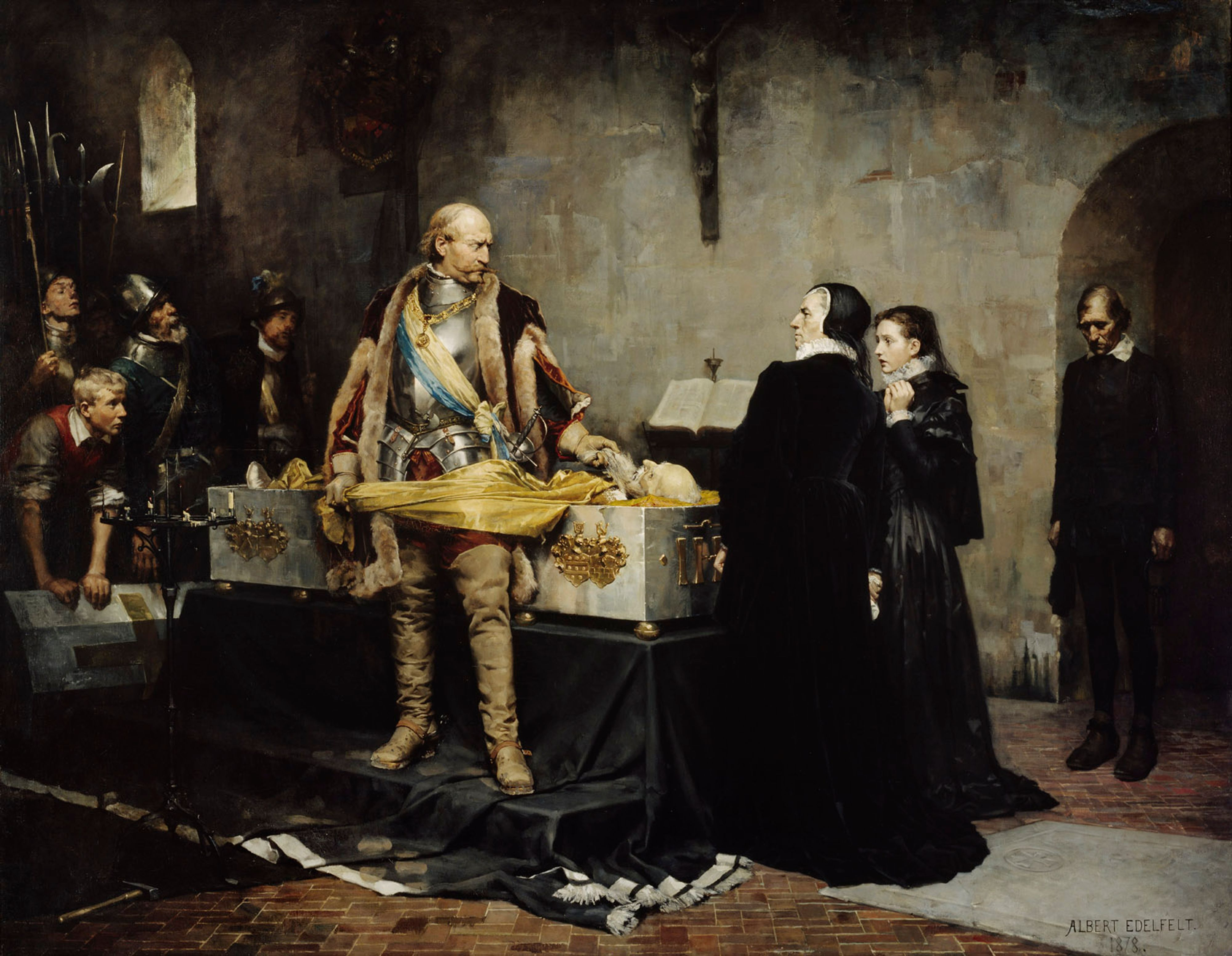
Hertig Karl, skymfande Klas Flemings lik, målning av Albert Edelfelt.

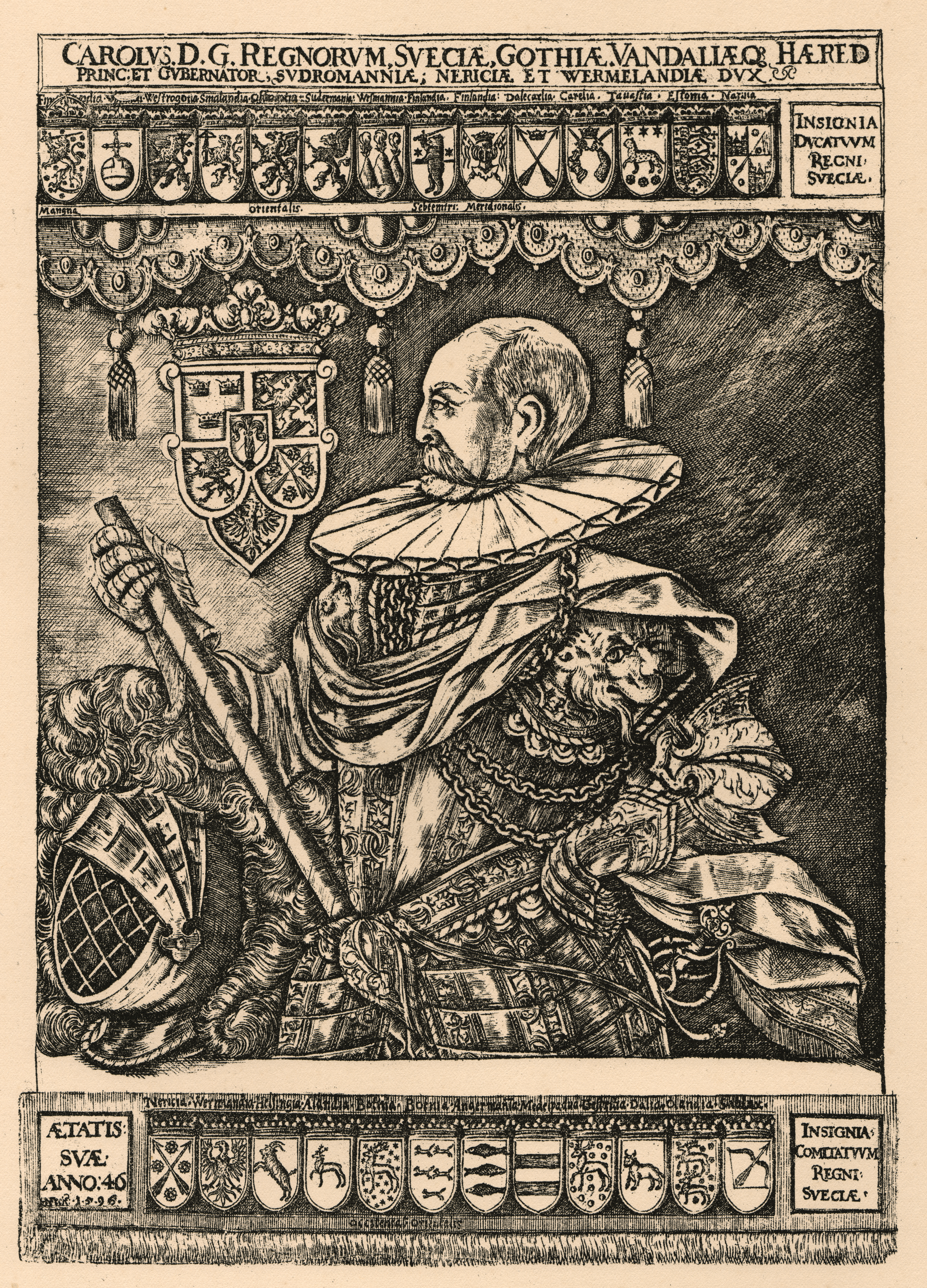
Hertig Karl år 1596.

Efter Johan III:s död ledde Sigismunds förestående ankomst till en försoning mellan hertig Karl och rådsmedlemmarna, och tillsammans övertog de regeringen till kungens återkomst. I början av mars 1593 hade han sammankallat ett möte i Uppsala med fyra biskopar, omkring trehundra präster samt Karl själv och medlemmarna av rådet. I likhet med brodern Erik var hertig Karl påverkad av reformert kristendom, och skulle personligen helst ha sett att kyrkan i Sverige närmade sig reformert teologi, men detta var inte i linje med opinionen bland prästerskapet, som delvis var reformkatolskt och delvis lutherskt ortodoxt. Vid detta Uppsala möte antogs den augsburgska bekännelsen och den lutherskt ortodoxe Abraham Angermannus, som tvingats i landsflykt under Johan III, valdes till ärkebiskop. När Sigismund anlände till Sverige åtföljdes han av den påvlige nuntien Germanico Malaspina. Kurian i Rom hyste förhoppningar om att Sigismunds trontillträde skulle leda till att Sverige åter blev katolskt. Vid sin ankomst till Stockholm fick han emellertid en skrivelse från Karl där han uppmanades att stadfästa beslutet från Uppsala möte och godkänna valet av Angermannus som ärkebiskop. Vid Johan III:s begravning i Uppsala domkyrka i februari 1594 fick de katolska prästerna i Sigismunds följe lämna begravningståget innan det trädde in i domen.
Därefter sammankallades det till kröningsriksdag där kravet att Sigismund skulle erkänna besluten från Uppsala möte upprepades. Förhandlingarna blev långdragna; efter en vecka hotade hertig Karl att upplösa riksdagen och lämna Uppsala om inte Sigismund gick med på kraven och Sigismund blev till slut tvungen att ge efter. I sin konungaförsäkran, i vilken religionsfrihet garanterades, fastslog Sigismund Uppsala mötes beslut och att inga tjänster eller ämbeten fick tillsättas med katoliker.
När Sigismund sommaren 1594 skulle återvända till Polen framkom både Karl och rådet med förslag angående regeringens utformning. Karl krävde för sin del riksföreståndares makt; rådet däremot föreslog att styrelsen av riket skulle handhas av rådet och hertigen samfällt.
Eftersom Sigismund inte ville anförtro en fullständig regeringsmakt åt vare sig rådet eller hertig Karl, förkastade han bägges förslag. I stället utfärdade han för dem tillsammans en fullmakt på regeringen, som lämnade deras maktställning obestämd, och vid deras sida satte han sex stycken ståthållare i olika delar av riket. Dessa skulle lyda direkt under kungen. Till ståthållare valde han sådana vars lojalitet mot honom var att lita på. 
Varken hertig Karl eller rådet fann sig i den nya situationen och i september 1594 nådde de gemensamt en "regeringsförening" där hertigen utsågs till rådets förman och riksens föreständare under kungens frånvaro. Hertigen i sin tur förband sig att handla i ömsesidigt samtycke med rådet i alla viktiga angelägenheter. Därefter krävde Karl en fullmakt från kungen för detta uppdrag, och hotade att sammankalla ständerna till riksdag om han inte fick som han ville. Kungen avslog Karls krav och förbjöd ett sammankallande av ständerna. Karl fortsatte ändå att styra landet som riksföreståndare och avsatte eller åsidosatte kungens ståthållare. Det enda undantaget var Klas Fleming som blivit ståthållare i Finland och som vägrade lyda hertigen eller rådet. 
I december 1594 nedkom hertig Karls andra hustru, Kristina av Holstein-Gottorp, med en son på slottet Tre Kronor i Stockholm. Sonen döptes till Gustav Adolf och skulle så småningom bli kung Gustav II Adolf. Kristina hade varit förlovad med Sigismund, men 1592 hade hon som nittonåring blivit gift med hans farbror, hertig Karl.
År 1595 sammankallade Karl en riksdag i Söderköping. Valet av ort berodde på att Karls bror Magnus avlidit och att begravningen skulle hållas i närbelägna Vadstena. Riksdagen fastställde att hertig Karl skulle vara riksföreståndare i kungens frånvaro. Dessutom förbjöds den katolska gudstjänsten och det beslutades att alla katoliker skulle landsförvisas. Följande år skrev Sigismund och förklarade riksdagen olaglig och ogiltigförklarade dess beslut.

### Kriget mot Sigismund

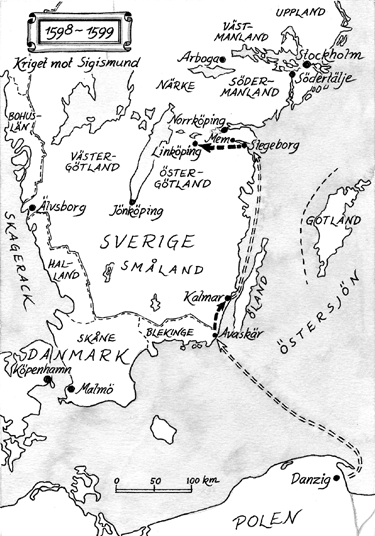
Sigismunds truppförflyttningar under kriget mot Karl.

Dittills hade rådsherrarna gjort gemensam sak med Karl. Men då han med vapenmakt ville angripa ståthållaren i Finland, Klas Fleming, som var upptagen med ett av Karl uppmuntrat bondeuppror kallat klubbekriget, vägrade de ge sitt bifall. Karl avsade sig då, hösten 1596, regeringen, men vädjade på samma gång till ständerna; och i trots av kungens förbud samt av att denne överlämnade regeringen åt rådet ensamt, sammanträdde dessa 1597 i Arboga och bekräftade åter Karls riksföreståndarskap. I detta möte deltog endast ett av riksråden, Karls kusin Axel Stensson Leijonhufvud (1554–1619). De övriga ville inte, när det blev fråga om en öppen brytning med kungen, följa hertigen. Inte heller ärkebiskopen Abraham Angermannus, som infunnit sig vid riksdagen, men utan sitt prästerskap och borgerskapet, stödde Karls konfrontationspolitik. Karl fick förlita sig på bönderna. 
Karl satte sedan igång ett antal militära expeditioner. Bland annat erövrade han Älvsborg och Kalmar slott. Samma år avled Klas Fleming på Åbo slott och hertig Karl for över till Finland med en militär styrka och angrep bland annat detta fäste. De öppna striderna ledde till en total brytning mellan Karl och rådsmedlemmarna. De flesta begav sig till Polen och Sigismund där de försökte förmå kungen att återvända till Sverige. År 1598 ställde en polsk riksdag en här på femtusen man till kungens förfogande. En större här hade föreslagits men förkastats, då Sigismund hoppades på stöd av svenska trupper och inte ville att de polska trupperna skulle dominera alltför mycket och sticka svenskarna i ögonen. Samma sommar for kungen över Östersjön och erövrade Kalmar slott och Kronobergs slott. Ett par svenska kavalleriregementen, Västgöta ryttare och Smålands ryttare sällade sig även till kungens här. Kort därefter landsteg en styrka under en av Sigismunds män, Samuel Laski, utanför Stockholm och intog staden utan motstånd.
Sigismund begav sig med sin armé till Stegeborg, där hans syster Anna Vasa huserade. Karl hade samtidigt samlat en här i Östergötland och med den styrkan ryckte han mot Stegeborg. Efter en strid som klart gått Sigismunds väg men där denne skonat sina motståndare drog de båda sidorna sig tillbaka och förhandlingar inleddes med hjälp av sändebud från Mecklenburg, Preussen och Brandenburg men dessa bröt samman då Karl, som nu verkade ha bestämt sig för att definitivt överta makten i Sverige, ställde oantagliga krav. Under tiden hade hertig Karls flotta anlänt till Östergötlands skärgård och hotet från sjösidan fick Sigismund att dra sig inåt landet till Linköping, varvid Karl snabbt intog Stegeborg. Den 25 september 1598 drabbade kungens och hertig Karls arméer samman vid broarna över Stångån utanför Linköping. Slaget vid Stångebro slutade med en seger för Karl. Sigismund tvingades efter en överenskommelse i Linköping överlämna de svenska rådsherrarna till Karl och sända tillbaka sin här till Polen, men skulle själv stanna kvar i Sverige tills en "fri riksdag" fällt dom mot dem. Sigismund infann sig emellertid inte till riksdagen utan återvände till Polen.

## Karl IX som kung

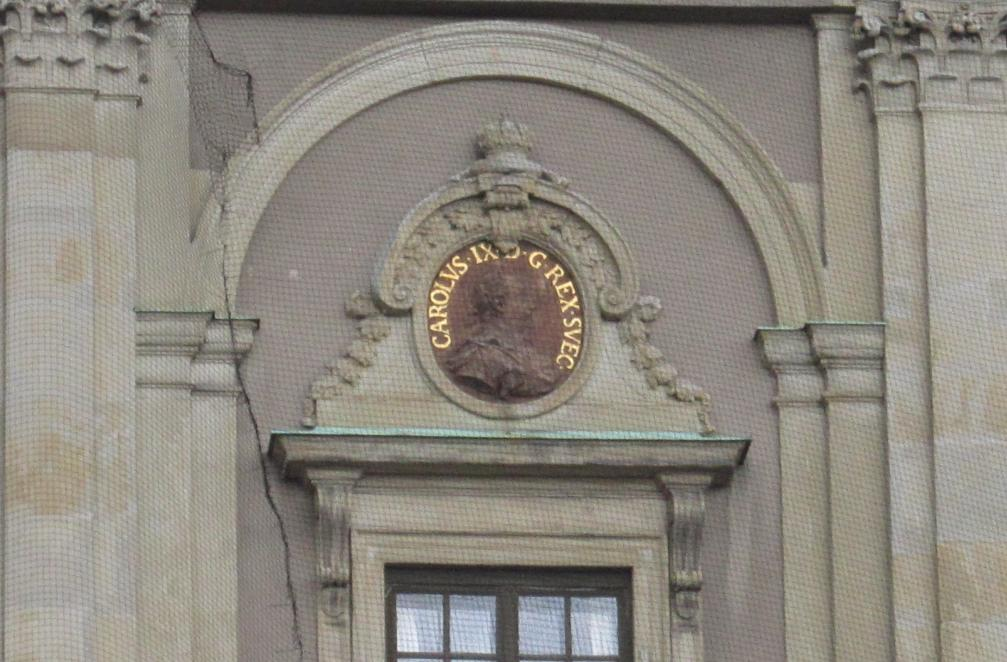
Karls bild bland nio svenska monarker på en vägg på Stockholms slott.

Karl hade omedelbart efter Sigismunds avfärd åter övertagit regeringen, och han satte igång med att ta itu med Sigismunds anhängare i landet. Bland annat avsattes Angermannus som ärkebiskop och sattes i fängelse för att han i det avgörande läget inte hade ställt sig på Karls sida i konflikten. I Kalmar och Finland, som längst förblev Sigismund trogna, började den blodiga räfsten (se Kalmar blodbad); i Linköping ställdes år 1600 de rådsherrar som flytt till Sigismund men efter slaget vid Stångebro utlämnats till Karl, vid sidan av några andra personer, inför rätta i en ständernas domstol (se Linköpings blodbad). Även under de följande åren fick Karls stränghet, till följd av högadelns missnöje med hans styre, flera av hans motståndare att genom frivillig landsflykt rädda sig från ett svårare öde.

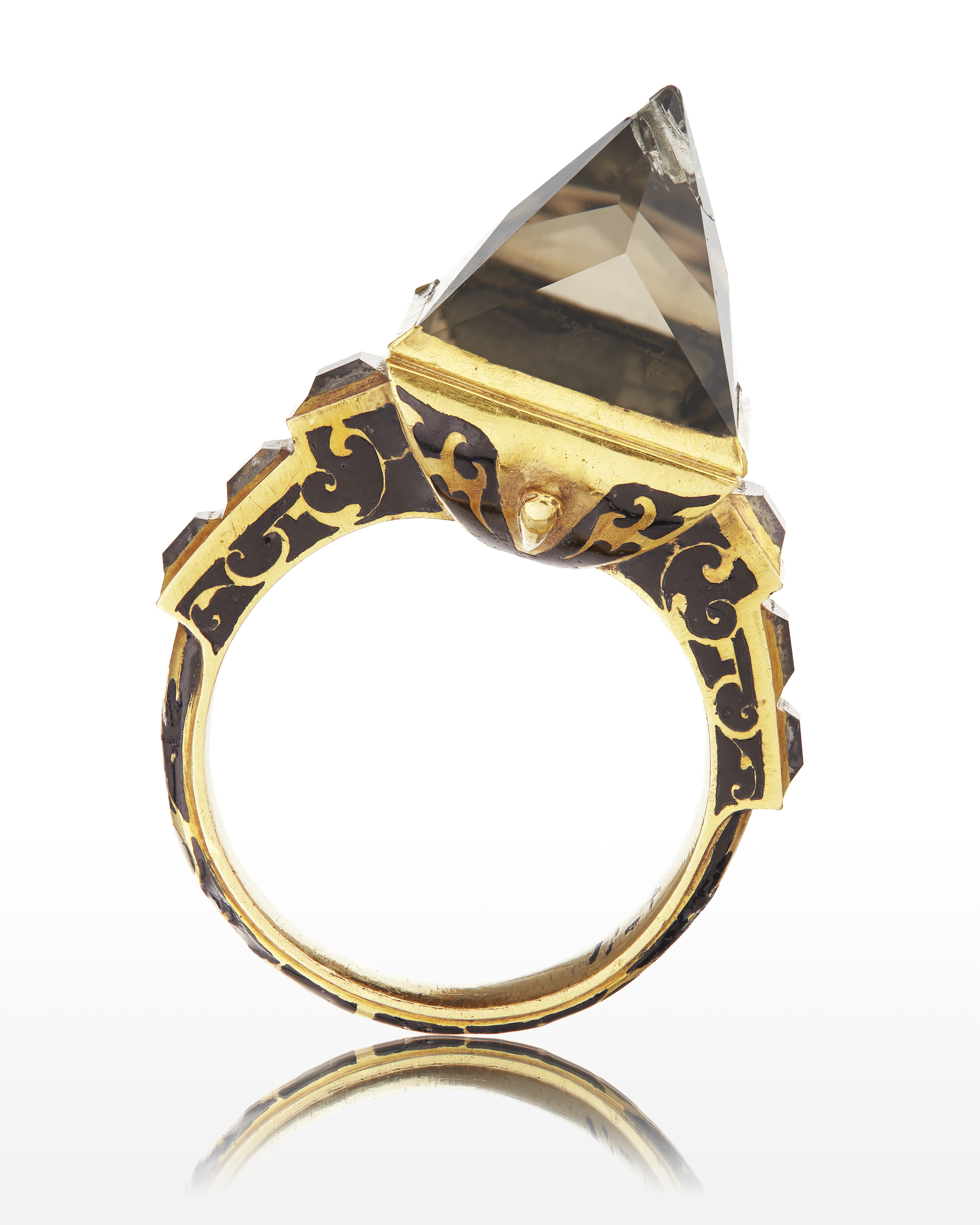
Karl IX:s kröningsring. Livrustkammaren.

År 1599 hölls riksdag i Jönköping där man beslöt att uppmana Sigismund att återvända till Sverige och anta den protestantiska religionen, eller skicka sin son att uppfostras i denna lära av hertig Karl. Annars skulle han gå miste om kronan. Året därpå beslutade riksdagen i Linköping att anta Karl som kung och att undanta Johan III:s linje från arvsföljden. Karl undvek dock tillsvidare att ta sig ett kunganamn och fortsatte att regera som riksföreståndare fram till 1603. Vid riksdagen i Norrköping 1604, avsade sig Johan III:s son hertig Johan av Östergötland sina anspråk på tronen och en ny arvsfördelning till förmån för Karls arvingar fastslogs. Karl kröntes dock först 17 mars 1607 i Uppsala domkyrka.
Karl rekonstruerade rådet 1602 i enlighet med landslagen i avseende på antal medlemmar och deras uppgifter. Vissa av de gamla ätterna fick plats i det nya rådet, men även flera nya. Dessutom tillsattes sex stycken hovråd under rikskanslern. Även det nya rådet kom att förespråka adelns intressen i förhållande till kungamakten och det motsatte sig även kungens krig i öster som de ansåg hindrade Sverige att fullt koncentrera sig på faran från danskarna. Karl kände sig aldrig riktigt säker på sin tron och så sent som 1605 avrättades den gamle rådsmedlemmen Hogenskild Bielke.

### Karl IX:s krig

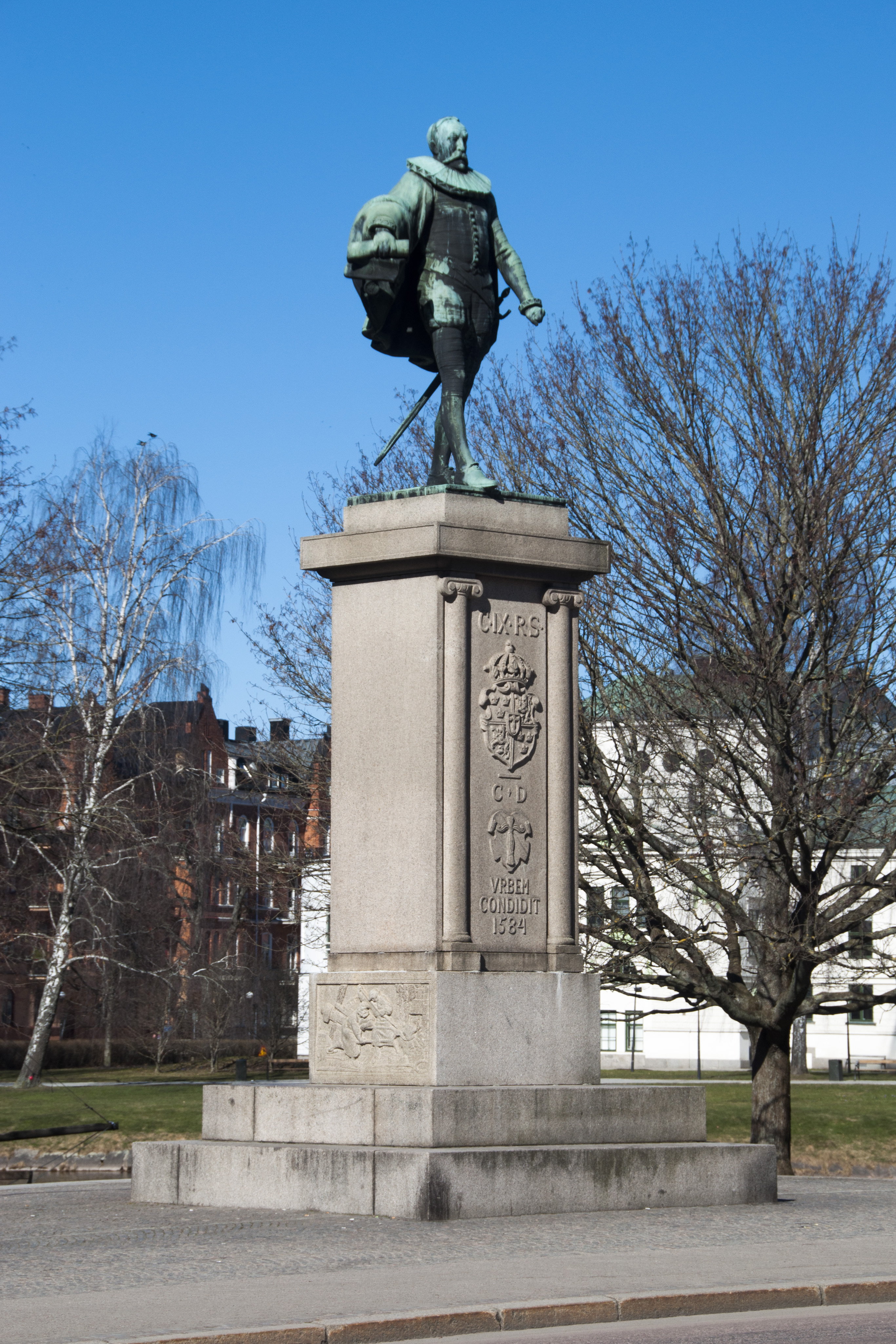
Karl IX, brons, av Christian Eriksson i Karlstad.

Efter Sigismunds förlust vid Stångebro fick Karl se ytterligare fyra krig, av vilka han endast såg ett avslutas och det som en svensk förlust. Det första av dessa krig var delvis en fortsättning på kriget mot Sigismund och brukar kallas andra polska kriget.
När Sigismund återvänt till Polen lovade han att svenska Estland skulle tillfalla Polen i utbyte mot nya truppstyrkor. Karl bestämde sig för att anfalla och i augusti 1600 landsteg han i Reval med sin här. Den ryckte in i Polen och hade till en början framgång mot de oförberedda polackerna. De polska ständerna vägrade till en början att stödja kriget, som de betraktade som en privat angelägenhet för Sigismund, och han fick förlita sig helt på legosoldater. De svenska framgångarna fick dock de polska ständerna att ändra sig och i januari 1601 ställde de sig bakom kungen. De följande åren gick det sämre för svenskarna och den svenske befälhavaren i Polen, Johan av Nassau-Siegen sade upp sig 1602. Efter riksdagen i Norrköping 1604 påbörjade Karl arbetet att sätta upp en ny armé och inledde utskrivningar av manskap. I augusti 1605 avseglade Karl från Stockholm med en flotta om 40 skepp mot floden Dünas utlopp. Han erövrade Dünamünde och belägrade därefter Riga. Den 17 september 1605 drabbade Karls här samman med en polsk armé under Jan Karol Chodkiewicz vid Kirkholm. Slaget blev en polsk seger och svenskarna förlorade över 5 000 man. Karl själv räddades från att bli tillfångatagen av en baltisk adelsman, Henrik Wrede, som gav honom sin häst sedan Karl förlorat sin egen. Efter slaget marscherade Karl till Reval med resterna av sin armé och fortsatte sedan hem till Sverige. På grund av dalande popularitet i Polen kunde inte Sigismund utnyttja den polska segern i Baltikum och tvingades ta hem stora styrkor för att förhindra revolt i Polen.
En riksdag i mars 1608 beviljade kung Karl ytterligare medel till kriget och han utlovade frälsebrev till alla som kunde ställa upp en ryttare eller fotsoldat. En ny armé kunde översändas men svenska framgångar uteblev. År 1610 drogs Sverige in i ett krig med Ryssland (se De la Gardieska fälttåget och Ingermanländska kriget) och 1611 angreps Sverige av Danmark som erövrade Kalmar slott (se Kalmarkriget).

### Karl IX:s förvaltning

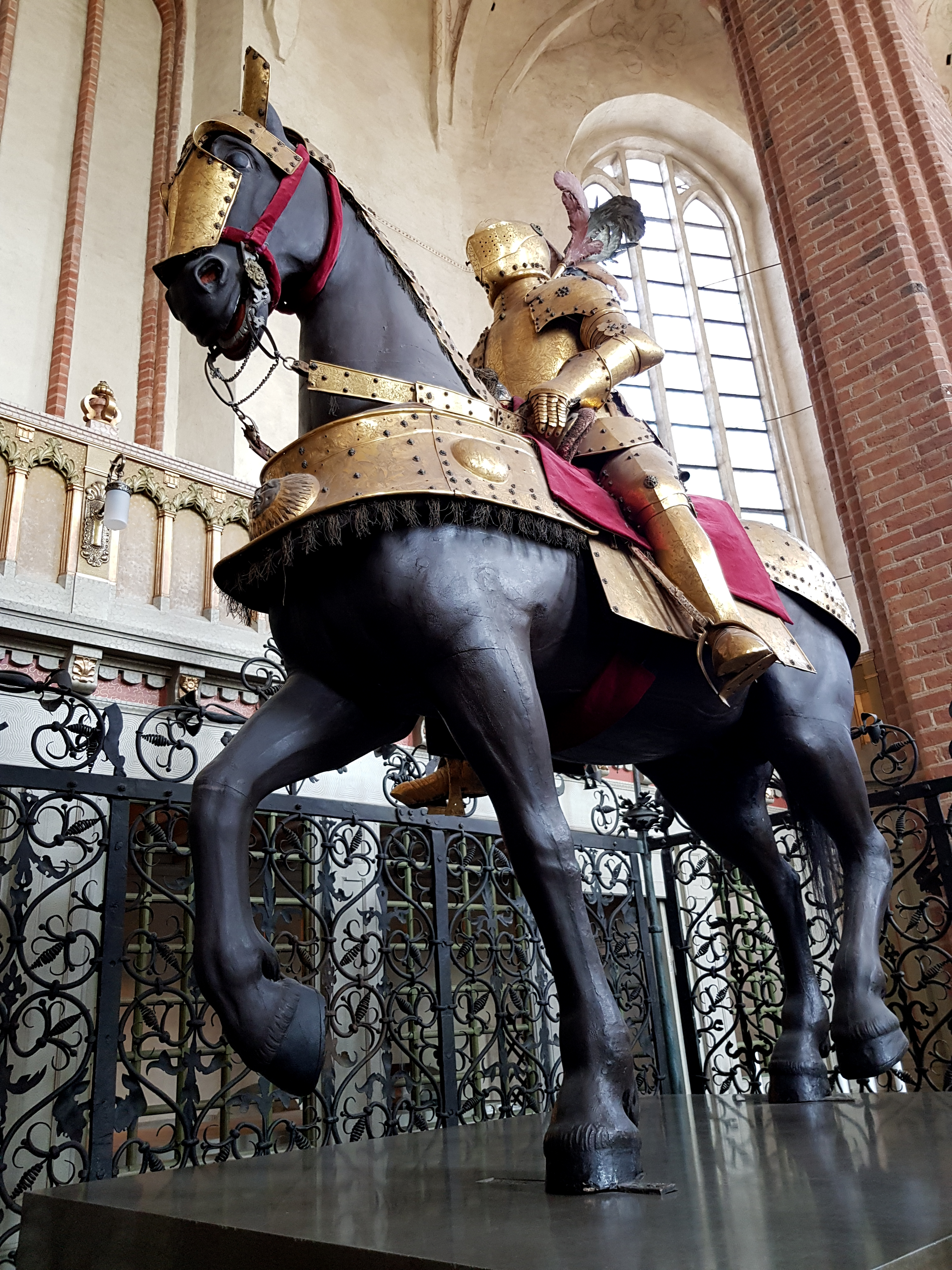
Gravmonumentet över Karl IX:s familjegrav (i kryptan under) i Strängnäs domkyrka.

På hemmaplan genomförde Karl ett antal reformer. Bland annat genomförde han en allmän förordning om mått och vikt där alnen och viktualievikterna reglerades. På Hisingen anlade han, med hjälp av holländare en ny stad, Göteborg. I Bergslagen anlade han statliga järnbruk, och de första vallonerna invandrade under denna tid. Såväl Karlstad som Karlskoga fick sina namn i samband med den dåvarande hertigens verksamhet under senare delen av 1500-talet. År 1607 grundade Karl IX Skultuna Messingsbruk i Västmanland, ett bruk som fortfarande är i drift. Genom sitt arbete gjorde sig Karl omtyckt särskilt i Bergslagen. "Man skulle knappt kunna tro med vad nåd denne hertig omfamnade bergsfolket och med vad kärlek de honom tillbaka bemötte, om icke så många berättelser däruti instämde hos deras efterkommande, hos vilka han levde", skrev Värmlandskännaren Erik Fernow på 1700-talet. "Han hälsade på dem och besökte dem i deras hus. Där spisade han av deras anrättningar, där sov han i deras sängar, där talade han med dem icke som prins eller konung utan som deras like."
Jordbruket var ett annat område som Karl ägnade sitt intresse. Vid hot om stränga straff befallde han bönderna att rensa, dika och i allmänhet bättre sköta sina gårdar. Ibland genomfördes även stränga räfster där de försumliga dömdes till betydande böter. År 1582 utfärdade han en skrivelse som gav var och en som anlade nybyggen i outnyttjade områden evig äganderätt till den mark han röjde samt sex års skattefrihet. Detta brev fick en stor betydelse för odlingen av den svenska marken. Kanske ännu kraftigare verkningar hade hans flitiga uppmaningar att svedja skogsmark till åker. Hans syfte var att öka avkastningen av spannmål, särskilt i Bergslagen.
Karl var också mycket intresserad av trädgårdsodling. Vid alla sina slott hade han trädgårdar, och från utlandet hämtade han både fruktträd och trädgårdsmästare. När det gäller boskapsskötseln gav Karl åtminstone goda föredömen åt sina undersåtar genom att från Tyskland införa bättre avelsdjur än de svenska och genom att hålla stora ladugårdsbesättningar vid slotten. Där kunde man, förutom boskap, även se påfåglar, spanska ankor och "kalikoniska höns" spatsera omkring.
Karl IX intresserade sig också för fåravel och klädtillverkning. Textilindustrin i Sverige går egentligen tillbaka till hans tid. Först och främst verkade han i likhet med sin far för att inom landets egna gränser åstadkomma ett gott råmaterial för klädtillverkning. Gång på gång sände han ut fårvaktare till Tyskland för att införa herdar och får därifrån, "de bästa man överkomma kunde". Vid Eskilstuna och Nyköping anlade Karl ylle- och klädesväverier, och han höll noggrant räkning över deras leveranser till hans klädkammare. Han kontrollerade själv de yrkesprov som nya vävare fick göra innan han antog dem.
Åren 1607–08 lät Karl IX trycka ett antal lagar, bland annat Kristoffers landslag, som kompletterades med ett tillägg bestående av den mosaiska lagen. – ett synsätt på relationen mellan Gamla Testamentet och världslig lagstiftning mera närstående reformert kristendom än lutherdom. Därmed blev det dödsstraff på brott som svordom, olydnad mot föräldrar, äktenskapsbrott, sodomi, tidelag och häxeri. Den mosaiska lagen kom att gälla som världslig lag tillsammans med landskapslagarna. Karl IX:s reformerta tendens var också märkbar i det att Kungliga Hovförsamlingen påbjöds att följa en annan gudstjänstordning än Then swenska messan från 1531. Även om den var luthersk hade Hovförsamlingens gudstjänstordning en reformert tendens.
Många berättelser vittnar om Karl hade ett särskilt intresse för rättsskipningen. En änka hade lidit orätt men förgäves vänt sig till domstolen. Hon gick då med sina papper upp till kungen och klagade. Karl läste igenom dem och fann att änkan hade rätt. Då skrev han på baksidan av pappersbunten till domarna: "Därest I icke skaffen denna fattiga änka rätt, så värden betänkte på, att min käpp skall dansa polska på eder rygg!"
Karl IX slog till hårt mot korrupta ämbetsmän. "Tjuvehopen" var ett namn han ofta gav fogdarna. "Vi skola hålla räkenskap med dem, så att de fastna i galgen", yttrade han. Det lär under hans regering inte ha varit ovanligt, uppger Fryxell, att häradets fogde hittades hängande i häradets galge. Enligt Stockholms saköreslängder avrättades år 1606 åtskilliga fogdar, av vilka en del blev hängda och andra halshuggna, dels på Stortorget, dels på Järntorget. Karl brukade till och med påstå "att de flesta, som varit fogdar i sex år, kunde utan dom och rannsakning hängas". Då någon av Karls hovmän begärde en ledig fogdetjänst kunde han få till svar: "Alltså vill också du bliva en kronotjuv." Sluthälsningen i Karls brev till fogdarna var ofta: "Det rätter och packer eder efter!"
Karl IX avled i Nyköping den 30 oktober 1611 och begravdes i Strängnäs domkyrka den 21 april 1612. Hans ryttarstaty (modellerad av John Börjeson) restes 1904 i Göteborg, då det Hisingska Göteborg (se Göteborgs historia) anlagts av honom. I en annan av hans stadsanläggningar, Karlstad (från hans hertigtid), avtäcktes hans staty (modellerad av Christian Eriksson 1908) den 19 juni 1926.

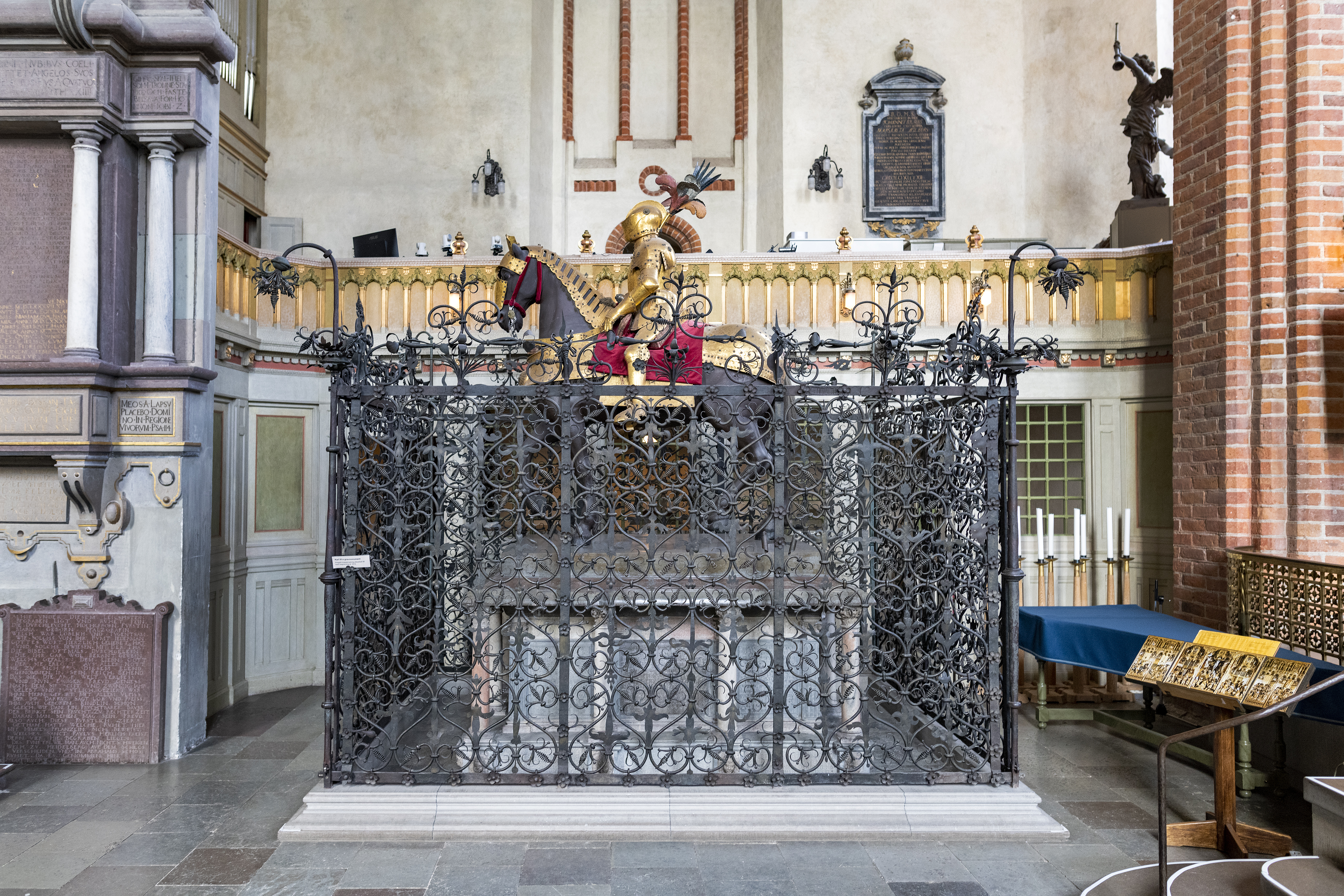
Karl IX gravmonument, Strängnäs domkyrka.

## Barn
Under en längre resa i Europa 1577-1578 mötte hertigen kurfursten Ludvig VI av Pfalz och hans dotter Maria von Pfalz, (då femton år gammal), i Heidelberg slott dit han blivit inbjuden av Ludvig. Han kom till slottet i januari 1578. Hertig Karl bad formellt om Marias hand i äktenskap men då kurfursten ville ha betänketid så dröjde det till  april innan Hertig Karl fick ett positivt besked. Hertigen och Maria trolovades 3 maj 1578.  Som livgeding fick Maria Gripsholm slott, gårdarna Tynnelsö och Rävsnäs, Strängnäs stad och av Daga, Selebo och Åkers härader i Södermanland. 

### Med Maria av Pfalz
1. Margareta Elisabet, född 24 september 1580, död 26 augusti 1585
2. Elisabet Sabina, född 12 mars 1582, död 6 juli 1585
3. Ludvig, född 17 mars 1583, död 26 maj samma år
4. Katarina,[25] född 10 november 1584, död 13 december 1638, gift med pfalzgreven Johan Kasimir av Pfalz-Zweibrücken, mor till Karl X Gustav
5. Gustav, född 12 juni 1587, död 4 december samma år
6. Maria, född 18 december 1588, död 24 april 1589

### Med Kristina av Holstein-Gottorp
1. Gustav II Adolf, född 9 december 1594, död 6 november 1632, kung av Sverige 1611–1632
2. Maria Elisabet, född 10 mars 1596, död 7 augusti 1618, gift med Johan, hertig av Östergötland
3. Kristina, född 26 november 1598, död 25 maj 1599
4. Karl Filip, född 22 april 1601, död 25 januari 1622

### Med frillanKarin Nilsdotter
1. Carl Carlsson Gyllenhielm, född 4 mars 1574, död 17 mars 1650, friherre, fältmarskalk och riksråd

## Anfäder
|         |  |  |  |  |  |  |  |                                    |  |  |  |  |  |  |  |                               |  |  |  |  |  |  |  | Johan Kristiernsson Vasa           |
|         |  |  |  |  |  |  |  |                                    |  |  |  |  |  |  |  |                               |  |  |  |  |  |  |  |                                    |
|         |  |  |  |  |  |  |  |                                    |  |  |  |  |  |  |  | Erik Johansson Vasa           |  |  |  |  |  |  |  |                                    |
|         |  |  |  |  |  |  |  |                                    |  |  |  |  |  |  |  |                               |  |  |  |  |  |  |  |                                    |
|         |  |  |  |  |  |  |  |                                    |  |  |  |  |  |  |  |                               |  |  |  |  |  |  |  | Birgitta Gustavsdotter Sture       |
|         |  |  |  |  |  |  |  |                                    |  |  |  |  |  |  |  |                               |  |  |  |  |  |  |  |                                    |
|         |  |  |  |  |  |  |  | Gustav I Vasa                      |  |  |  |  |  |  |  |                               |  |  |  |  |  |  |  |                                    |
|         |  |  |  |  |  |  |  |                                    |  |  |  |  |  |  |  |                               |  |  |  |  |  |  |  |                                    |
|         |  |  |  |  |  |  |  |                                    |  |  |  |  |  |  |  |                               |  |  |  |  |  |  |  | Måns Karlsson Eka                  |
|         |  |  |  |  |  |  |  |                                    |  |  |  |  |  |  |  |                               |  |  |  |  |  |  |  |                                    |
|         |  |  |  |  |  |  |  |                                    |  |  |  |  |  |  |  | Cecilia Månsdotter Eka        |  |  |  |  |  |  |  |                                    |
|         |  |  |  |  |  |  |  |                                    |  |  |  |  |  |  |  |                               |  |  |  |  |  |  |  |                                    |
|         |  |  |  |  |  |  |  |                                    |  |  |  |  |  |  |  |                               |  |  |  |  |  |  |  | Sigrid Eskilsdotter Banér          |
|         |  |  |  |  |  |  |  |                                    |  |  |  |  |  |  |  |                               |  |  |  |  |  |  |  |                                    |
| Karl IX |  |  |  |  |  |  |  |                                    |  |  |  |  |  |  |  |                               |  |  |  |  |  |  |  |                                    |
|         |  |  |  |  |  |  |  |                                    |  |  |  |  |  |  |  |                               |  |  |  |  |  |  |  | Abraham Kristiernsson Leijonhufvud |
|         |  |  |  |  |  |  |  |                                    |  |  |  |  |  |  |  |                               |  |  |  |  |  |  |  |                                    |
|         |  |  |  |  |  |  |  |                                    |  |  |  |  |  |  |  | Erik Abrahamsson Leijonhufvud |  |  |  |  |  |  |  |                                    |
|         |  |  |  |  |  |  |  |                                    |  |  |  |  |  |  |  |                               |  |  |  |  |  |  |  |                                    |
|         |  |  |  |  |  |  |  |                                    |  |  |  |  |  |  |  |                               |  |  |  |  |  |  |  | Birgitta Månsdotter Natt och Dag   |
|         |  |  |  |  |  |  |  |                                    |  |  |  |  |  |  |  |                               |  |  |  |  |  |  |  |                                    |
|         |  |  |  |  |  |  |  | Margareta Eriksdotter Leijonhufvud |  |  |  |  |  |  |  |                               |  |  |  |  |  |  |  |                                    |
|         |  |  |  |  |  |  |  |                                    |  |  |  |  |  |  |  |                               |  |  |  |  |  |  |  |                                    |
|         |  |  |  |  |  |  |  |                                    |  |  |  |  |  |  |  |                               |  |  |  |  |  |  |  | Erik Karlsson Vasa                 |
|         |  |  |  |  |  |  |  |                                    |  |  |  |  |  |  |  |                               |  |  |  |  |  |  |  |                                    |
|         |  |  |  |  |  |  |  |                                    |  |  |  |  |  |  |  | Ebba Eriksdotter Vasa         |  |  |  |  |  |  |  |                                    |
|         |  |  |  |  |  |  |  |                                    |  |  |  |  |  |  |  |                               |  |  |  |  |  |  |  |                                    |
|         |  |  |  |  |  |  |  |                                    |  |  |  |  |  |  |  |                               |  |  |  |  |  |  |  | Anna Karlsdotter av Vinstorpa      |
|         |  |  |  |  |  |  |  |                                    |  |  |  |  |  |  |  |                               |  |  |  |  |  |  |  |                                    |

## I media
August Strindberg hade år 1899 skrivit ett utkast på ett drama med Karl IX som ämne. Dock skrev Strindberg aldrig verket utan koncentrerade sig på Gustav II Adolf istället. Utkastet på elva foliosidor bevaras idag på Kungliga biblioteket i Stockholm.